# Juan Burgueño
Juan Burgueño Pereira, né le 4 février 1923 en mort le 21 septembre 1997, est un footballeur international uruguayen évoluant au poste d'attaquant.

## Biographie
Juan Burgueño évolue au club uruguayen du Danubio FC de 1948 à 1950.
Il est convoqué en équipe d'Uruguay de football pour la Coupe du monde de football de 1950, mais ne joue aucun match de la compétition.